# 未来冒険チャンネル5
『未来冒険チャンネル5』（みらいぼうけんチャンネルファイブ）は、柴田亜美による日本の漫画作品。

## 概要
『アニメージュ』（徳間書店）で連載されたサイエンス・ファンタジー作品。『南国少年パプワくん』の続編の1つとして描かれた作品でもあり、「未来冒険」の「未来」とは、「『南国少年パプワくん』の未来」という意味合いを持つ（『未来冒険チャンネル5』1巻あとがきより）。
作中、「5」に関するものが頻繁に演出として使用されている。
完結する前に連載を休載し、単行本も廃刊になっていた。その後、復刊ドットコムから描き下ろしを加えて復刊されることが決定。2010年に全3巻が発刊される予定だったが、1巻と2巻は予定通り発売されたものの3巻は予定されていた2010年9月に発刊されず、2011年7月にまで延期され、2011年8月に復刊ドットコムより発売未定が発表される。
3巻は長らく発売日は未定のままであったが、2015年3月14日に70ページの描き下ろしを加え発売。なお、描きおろしによって『惑星グリーン編』が完結して一区切りとなったものの、物語は未完のままである。

## 登場人物

### 人造戦士
マスターJことジャンによって創られた戦うことを目的とした人造人間。
エドガー
軍の科学者。オカマ。マスターJによって創られた人造戦士（炎雷剛刃紅の衆のプロトタイプ）。

#### 炎雷剛刃紅の衆
炎雷剛刃紅（エンライゴウハクレナイ）の衆は、マスターJによって創られた5体の人造戦士。ジーン・バンクの子供にそれぞれ関わりを持つ。
炎
長男。惑星レッドの王に仕えていたが、彼が亡くなり現在は惑星レッドの総帥ボウイに仕える。ボウイの弟キースを慕っている。
刃
次男。惑星ブラックの将軍に仕えている。ダークマターによりその性格を変貌させる。
紅
三男。400年前に暴走したため、機能停止カプセルで無期限の冬眠刑となっていた。光に仕えることとなる。
雷
四男。惑星グリーンへ送られ、マスターJからグリーンの少年を守るよう命じられる。物静かな性格だが、怒ると人格が変わる。刃を慕っていた。
剛
五男。惑星グレイに送られ、過酷な体験をする。

### ジーン・バンクの子供
惑星の治癒と、遺伝子の改革のために作り出された5人の子供。
グリーンの少年
惑星グリーンに取り込まれ、眠り続けることとなる。
グレイの少年
惑星グレイに到着した人類によって、体を切り刻まれ、細胞を覗かれる。
光
主人公。祖父である星博士に育てられた。惑星ブルーの人類で唯一の健康体を持つため、伊達長官からチャンネル5計画の実行を託され、炎雷剛刃紅の衆の主となるため旅立つ。闇丸から「光の翼」を持つと云われている。
キース
惑星レッド総帥ボウイの弟。特殊な力を持っている。その力を恐れたボウイに目を奪われるが、現在でも惑星レッドの声を聞く事などが出来る。闇丸からは「4番目の兄さん」と呼ばれている。
闇丸
惑星ブラック最高司令将軍の息子。片目を包帯で隠している。キースが作り上げた精神世界に侵入するなど、強い力を持っている。Dr.高松の「最高傑作」。

### 『南国少年パプワくん』の登場人物
名前・外見は酷似しているが、『南国少年パプワくん』及び『PAUWA』に登場するキャラクターとの関連は不明。
Dr.高松
惑星ブラックの科学顧問。元々はブルーの最高機関にいた。
ジャン / マスターJ
炎雷剛刃紅の衆を作った人物。400年前に紅に殺害されるが、現在も惑星ブルーで生きている。

### その他
伊達正宗
惑星ブルーの長官。星の未来を光とエドガーに託し、戦死する。
将軍
惑星ブラックの最高司令。
ユキムラ
ブラック第7艦隊司令。惑星グレイのハンに鉱物の取引に訪れた。紅に五体をバラバラにされるが、Dr.高松に蘇生される。
ハン
惑星グレイの21代目の長。
ザハ
惑星グレイ第23代目であり、ハンの孫。
音也
惑星ブラックの将軍の甥。

## 用語
チャンネル5計画
チャンネル5に関わる計画のことであり、その時代や現状によって様々な計画が行われていくこととなる。
本編の400年前のチャンネル5計画
暴走により自分を殺したと思わせ、ある男を騙し、同時に紅を冬眠刑にするためのジャンの計画。
本編の300年前のチャンネル5計画
ジーン・バンクの子供にそれぞれ「防人（マモリビト）」と呼ばれる護衛（暴走し冬眠刑となっている紅以外の炎雷剛刃紅の衆）をつけ各惑星へ送り込む計画。
本編時点のチャンネル5計画
寿命が20年と短くなってしまった人類は、宇宙船ノアで、その原因であるX型バクテリアの治療薬を与えてくれるとされる星（通信チャンネル5番で電波メッセージを送ってくる星）へ行く計画。
惑星ブルー
この作品における人類の故郷。数百年に渡る惑星間戦争の影響で大地が汚染され、本来は無害だったX型バクテリアが凶暴化し、人々は20歳まで生きられない体になっている。
惑星レッド
惑星ブラックと同盟を結んでいる。マグマが活発で人が生きるには適しない惑星。
惑星ブラック
惑星レッドと同盟を結んでいる（このほか、惑星グリーンとも同盟を結ぼうとしていた）。刃は、ここの将軍に仕えている。
惑星グレイ
戦艦の材料となる鉱物ゲランが採掘される。剛は、ここの長であるハンに仕えている。ジーン・バンクの子供であるグレイの少年が人類に殺されてしまったため、代わりに光を取り込もうとする。
惑星グリーン
ジーン・バンクの子供であるグリーンの子供は、この惑星に取り込まれ眠り続けることとなり、雷は彼が目覚めるのを待ち続けている。惑星ブラックは勢力の安定のために、この惑星とも同盟を結ぼうとしていた。

## 書誌情報
徳間書店〈アニメージュコミックス〉、既刊5巻（2010年2月12日現在）
1. 1995年3月発行、ISBN 978-4-1977-0034-9
2. 1996年2月発行、ISBN 978-4-1977-0045-5
3. 1996年11月発行、ISBN 978-4-1977-0049-3
4. 1997年11月発行、ISBN 978-4-1977-0056-1
5. 2000年3月発行、ISBN 978-4-1977-0068-4